# Weissia balansae
Weissia balansae är en bladmossart som beskrevs av Richard Henry Zander 1993. Weissia balansae ingår i släktet krusmossor, och familjen Pottiaceae. Inga underarter finns listade i Catalogue of Life.